# جون بليدز كلارك
جون بليدز كلارك هو محامي وسياسي أمريكي، ولد في 14 أبريل 1833 في بروكسفيل في الولايات المتحدة، وتوفي بنفس المكان في 23 مايو 1911. نشط حزبياً في الحزب الديمقراطي. وقد انتخب عضو مجلس النواب الأمريكي ‏.